# Colchagua
A Província de Colchagua é uma província do Chile localizada na região de O'Higgins. Possui uma área de 5.678 km² e uma população de 196.566 habitantes (2002). Sua capital é a cidade de San Fernando. 

## Comunas
A província está dividida em 17 comunas:
| - Chépica - Chimbarongo - Lolol - Nancagua | - Palmilla - Peralillo - Placilla - Pumanque | San Fernando Santa Cruz |  |